# Teresa (Espanha)
Teresa ou Teresa de Begís é um município da Espanha na província de Castelló, Comunidade Valenciana. Tem 19,9 km² de área e em 2021 tinha 245 habitantes (densidade: 12,3 hab./km²).

## Demografia
| Variação demográfica do município entre 1991 e 2004 | Variação demográfica do município entre 1991 e 2004 | Variação demográfica do município entre 1991 e 2004 | Variação demográfica do município entre 1991 e 2004 |
| --------------------------------------------------- | --------------------------------------------------- | --------------------------------------------------- | --------------------------------------------------- |
| 1991                                                | 1996                                                | 2001                                                | 2004                                                |
| 400                                                 | 382                                                 | 317                                                 | 328                                                 |